# Belgische Gouden Schoen 1974
De verkiezing van de Belgische Gouden Schoen 1974 werd in 1975 gehouden. Voetballer Paul Van Himst won de voetbaltrofee voor de vierde keer en werd opnieuw alleen recordhouder. Tot op heden is hij de enige speler die de Gouden Schoen meer dan drie keer won.

## De prijsuitreiking
Paul Van Himst veroverde als jonge knaap in geen tijd drie Gouden Schoenen, maar werd nadien door de stemgerechtigden meermaals over het hoofd gezien. Nochtans was hij met zijn dribbels en neus voor doelpunten nog altijd een van de beste voetballers in België. Bovendien evenaarde Wilfried Van Moer begin jaren 70 ook zijn record van drie Gouden Schoenen.
De 31-jarige Van Himst was midden jaren 70 bij RSC Anderlecht al een echt clubicoon geworden. Hij was de leider in een elftal met jonge talenten als Rob Rensenbrink, Hugo Broos en François Van der Elst. Zijn ervaring was in die periode belangrijker dan ooit. Toen Anderlecht in 1974 kampioen speelde, leek een vierde Gouden Schoen voor Van Himst onvermijdelijk. De trofee was in feite niet alleen een bekroning voor zijn sterk seizoen, maar ook voor zijn volledige carrière. Enkele maanden na de Gouden Schoen won Van Himst de Beker van België, gaf hij als leider de fakkel door aan Arie Haan en nam hij afscheid van Anderlecht.

## Top 5
| Nr. | Land               | Naam              | Club(s)                      | Punten |
| --- | ------------------ | ----------------- | ---------------------------- | ------ |
| 1.  | Vlag van België    | Paul Van Himst    | RSC Anderlecht               | 238    |
| 2.  | Vlag van België    | Christian Piot    | Standard Luik                | 159    |
| 3.  | Vlag van België    | Maurice Martens   | RWDM                         | 147    |
| 4.  | Vlag van Nederland | Rob Rensenbrink   | RSC Anderlecht               | 117    |
| 5.  | Vlag van België    | Erwin Vandendaele | Club Brugge / RSC Anderlecht | 65     |

1954 · 
1955 · 
1956 · 
1957 · 
1958 · 
1959 · 
1960 · 
1961 · 
1962 · 
1963 · 
1964 · 
1965 · 
1966 · 
1967 · 
1968 · 
1969 · 
1970 · 
1971 · 
1972 · 
1973 · 
1974 · 
1975 · 
1976 · 
1977 · 
1978 · 
1979 · 
1980 · 
1981 · 
1982 · 
1983 · 
1984 · 
1985 · 
1986 · 
1987 · 
1988 · 
1989 · 
1990 · 
1991 · 
1992 · 
1993 · 
1994 · 
1995 · 
1996 · 
1997 · 
1998 · 
1999 · 
2000 · 
2001 · 
2002 · 
2003 · 
2004 · 
2005 · 
2006 · 
2007 · 
2008 · 
2009 · 
2010 · 
2011 · 
2012 · 
2013 · 
2014 · 
2015 · 
2016 · 
2017 ·
2018 ·
2019 ·
2020 ·
2022 ·
2023 ·
2024